# Кантарели (Кјети)
Кантарели (итал. Cantarelli) је насеље у Италији у округу Кјети, региону Абруцо.
Према процени из 2011. у насељу је живело 54 становника. Насеље се налази на надморској висини од 556 м.